# 伊根·贝尔纳尔
伊根·阿利·贝尔纳尔·戈麦斯（西班牙語：Egan Arley Bernal Gómez，1997年1月13日—），哥伦比亚职业公路自行车手，2019年环法和2021年环意总冠军，他是首位获得环法总冠军的拉丁美洲车手。

## 生平
贝尔纳尔在哥伦比亚波哥大以北的小镇錫帕基拉长大，小镇四周群山环绕。他的父亲是教堂保安，也是一名业余车手，母亲则是花厂工人。贝尔纳尔在8岁时开始参加自行车比赛，14岁时正式开始职业生涯，参加山地自行车赛，并代表哥伦比亚出战国际青年赛事。
安德罗尼的车队总监注意到了贝尔纳尔的爬坡天赋，建议他转型公路自行车赛并开出四年的合同。2016年，贝尔纳尔签约安德罗尼车队。2017年，贝尔纳尔赢下环未来赛总冠军，随即被天空车队签走。
在2019年环法自行车赛前一个月，车队核心车手克里斯·弗鲁姆遭遇意外事故受伤，贝尔纳尔被车队提上，和杰兰特·托马斯担任双主将。贝尔纳尔在最后几个高山赛段发力，第17赛段（倒数第5赛段）时仍处在第五名，第18赛段一举追至第二名，距离第一的法国车手朱利安·阿拉菲利普1分30秒。第19赛段伊塞兰山口的爬坡中，贝尔纳尔甩开阿拉菲利普，后比赛因为冰雹和山地滑坡提前结束，贝尔纳尔以45秒的优势穿上黄衫，并保持到香榭丽舍大道的赛终。他成为首个赢下环法总冠军的拉美车手。
2021年，贝尔纳尔又赢下环意自行车赛总冠军。2022年1月，他在哥伦比亚高速骑行时撞上一辆停着的巴士，全身近20处骨折，肺部被刺穿，被送进重症监护室。他经过7次手术后于2月出院，开始康复训练。2023年，他参加了伤愈后的首个大环赛—环法，取得了总成绩第36名。